# Кох, Крис
Кри́с Ко́х (англ. Chris Koch) — американский кинорежиссёр.
Известен фильмами Снежный день (2002, дебютная картина) и Мальчишник (2003). Для телевидения снял, в частности, сериалы  The Adventures of Pete & Pete, Малкольм в центре внимания, Клиника, Меня зовут Эрл, Давай ещё, Тед, Город хищниц, The Middle, Американская семейка. и Соседи